# Лови, Юлиус
Юлиус Лови (нем. Julius Lovy, Жюль Лови, фр. Jules Lovy; 1801, Фюрт — 8 июня 1863, Париж) — французский журналист и музыкальный критик немецко-еврейского происхождения.
Сын синагогального кантора Исраэля Лови, перебравшегося во Францию в 1818 году. Печатался под множеством псевдонимов и анонимно в любых газетах сатирического содержания; наиболее известные из его псевдонимов: Жером Соль-Диез (фр. Jérôme Sol-Dièze), Теодор Ланглуа (фр. Théodore Langlois), Леонидас Прюдом (фр. Léonidas Prudhomme). Сотрудничал, в частности, с «Фигаро» с момента его основания в 1826 году, с «Шаривари» с момента его основания в 1832 году. Нередко писал в соавторстве с Огюстом Коммерсоном, в том числе под общим псевдонимом Жозеф Ситруйяр (фр. Joseph Citrouillard), в 1843 г. вместе с Коммерсоном основал и возглавил сатирическую газету «Le Tintamarre». Одновременно выступал как музыкальный критик, публиковался в «Менестреле» с момента его основания в 1833 году, в 1836—1840 гг. возглавлял это издание.
В поздние годы работал также как театральный администратор, директор Театра варьете (1858—1860) и Лирического театра.
Дядя по матери поэта Эжена Манюэля.